# 坦瓜
坦瓜是哥倫比亞的城鎮，位於該國西南部，由納里尼奧省負責管轄，距離首都波哥大850公里，始建於1840年，面積239平方公里，海拔高度2,403米，2005年人口10,672。

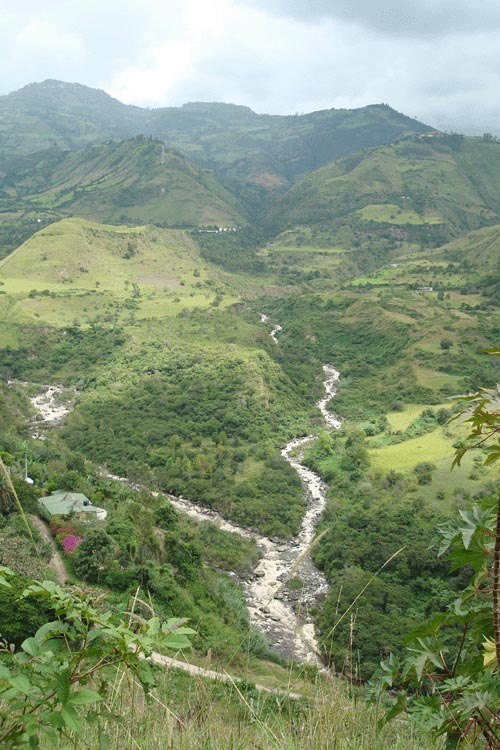